# Попов, Дмитрий Валерьянович
Дмитрий Валерьянович Попов (1907 год, Санкт-Петербург, Российская империя — 26 декабря 1941 года, Алма-Ата) — советский государственный деятель. Нарком автомобильного транспорта Казахской ССР.

## Биография
Дмитрий Валерьянович Попов Родился в г. Санкт-Петербурге в семье служащего. По национальности - русский. Член Компартии с 1940 г. Отец Дмитрия работал помощником классного наставника и библиотекарем мужской гимназии, затем бухгалтером, а к началу Первой мировой войны стал делопроизводителем Интендантского управления. В 1915 году отец покинул семью, оставив жену и четверых детей. Семья жила на средства матери, которая трудилась воспитательницей в детском доме. В 1919 году мать скончалась, и Дмитрий до 14 лет жил у родственников в Москве.

### Образование
В 1930 году окончил вечернее отделение Ульяновского механического техникума по специальности техник по автоделу.

### Трудовая деятельность
В 1926-1927 годах заместитель начальника по учебно-воспитательной работе детской трудовой коммуны в с. Максимовка Ульяновского района Куйбышевской области.
В 1927-1932 годах заведующий Центральным клубом пионеров и школьников, заведующий школой глухонемых, начальник учебного комбината Главспирта СССР в г. Ульяновск.
В 1932-1934 годах директор Челябинского энергетического техникума, управляющий Ивановским отделением "Трансэнергокадры".
В 1934-1935 годах начальник Московской центральной школы инструкторов-преподавателей, инспектор управления "Трансэнергокадры".
В 1935-1936 годах начальник Запорожского учебного автомобильного комбината.
В 1936-1937 годах заместитель управляющего Закавказским отделением "Трансэнергокадры" в г. Тбилиси.
В 1937-1939 годах заместитель управляющего, управляющий Казахским отделением "Трансэнергокадры" в г. Алма-Ата.
С июля 1939 по октябрь 1940 года заместитель наркома, с октября 1940 по декабрь 1941 года нарком автомобильного транспорта Казахской ССР.
Дмитрий Попов трагически погиб в декабре 1941 года в результате авиакатастрофы пассажирского самолета Г-2 Аэрофлота недалеко от села Дмитриевка Алма-Атинской области.